# Samy Deluxe

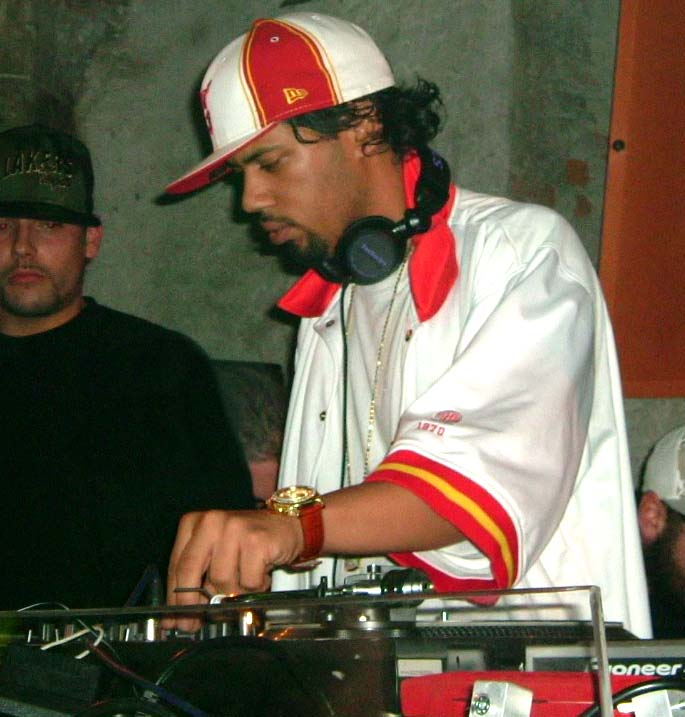
Samy Deluxe

Samy Deluxe, egentligen Samuel Sorge, född 19 december 1977 i Hamburg är en tysk rappare.
Hans mamma kommer ifrån Tyskland och hans pappa kommer ifrån Sudan. Sam är uppvuxen i Hamburg. Han var med i rapgruppen Dynamite Deluxe. Han är även medlem i DJ Dynamite och Tropf. Ett stort fan av Samy Deluxe är Tom Kaulitz som är med i den tyska rockgruppen Tokio Hotel.